# 大島支廳 (東京都)
大島支廳（日语：／ Ōshima shichō */?）為東京都的支廳之一，在行政編制上屬于東京都總務局。管轄町村包括大島町、利島村、新島村、神津島村。

## 外部連結
- 大島支廳（页面存档备份，存于）